# Rivalidad entre Alianza Lima y Atlético Chalaco
La rivalidad entre Alianza Lima y Atlético Chalaco es una de las primeras rivalidades entre dos clubes del fútbol peruano. Se originó en los años 1910, enmarcado dentro de los clásicos Lima-Callao que nacieron por la rivalidad entre ambas ciudades, por lo cual estos partidos se caracterizaron por terminar muchas veces con incidentes.
Tras el descenso de Atlético Chalaco de la Primera División del Perú en 1985, este enfrentamiento se encuentra descontinuado.

## Historia
La fuerte rivalidad cultural entre Lima y Callao se hizo evidenciar por medio del fútbol y de sus máximos representantes de la época, naciendo así los clásicos Lima-Callao. La primera rivalidad fue entre Atlético Chalaco por el Callao y Association Football Club por Lima. Pero en los años 1920, Association deja de participar en los torneos organizados en esa época y la representación limeña es tomada por Alianza Lima que se convierte en el nuevo rival del Chalaco. Los primeros partidos entre ambos equipos se dieron alrededor de 1918 y fueron caracterizados por su vehemencia, por lo cual terminaban en grescas donde participaban los jugadores y el público.
En 1926 fue creada la Federación Peruana de Fútbol, entidad que organiza el primer torneo de Primera División con la participación de 11 equipos, entre ellos Alianza Lima y Atlético Chalaco. El primer partido oficial se dio en el Campeonato de 1926 en el Estadio Nacional. El 3 de octubre de ese año Atlético Chalaco ganó por 5-2 a Alianza Lima con dos goles de Manuel Puente y de Juan Sudman y un gol de Nicanor "monín" Reyes. La alineación del cuadro porteño fue: Enrique Álvarez; Manuel Benavides, Néstor Lores; Braulio Valverde, Esteban Dañino, Nicanor Reyes; Félix Muñoz, Manuel Puente, Telmo Carbajo, Juan Sudman, Adolfo Reyes.
En el Campeonato de 1930, Atlético Chalaco llegó a la última fecha de la Liguilla por el Título con un punto de ventaja sobre Alianza Lima, enfrentándose ambos en esa jornada. El 7 de diciembre de 1930, en partido jugado en  el Estadio Nacional, Chalaco derrotó por 2-1 a Alianza con goles de Manuel Puente y logró el título del torneo.
Con la aparición de Universitario de Deportes en Primera División desde 1928, la rivalidad de ese club con Alianza Lima fue poco a poco ganando protagonismo y reemplazó a la de Alianza contra Chalaco como principal clásico.
Alianza y Chalaco se enfrentaron por última vez en el Campeonato Descentralizado 1985. Al finalizar ese torneo Chalaco perdió la categoría y no ha regresado desde entonces a la Primera División del Perú por lo que este partido dejó de disputarse.

## Partidos disputados
| Torneo | Local            | Resultado | Visitante        |
| ------ | ---------------- | --------- | ---------------- |
| 1926   | Atlético Chalaco | 5-2       | Alianza Lima     |
| 1927   | Alianza Lima     | 3-0       | Atlético Chalaco |
| 1928   | Atlético Chalaco | 1-3       | Alianza Lima     |
| 1928   | Alianza Lima     | 2-1       | Atlético Chalaco |
| 1929   | Alianza Lima     | 3-2       | Atlético Chalaco |
| 1930   | Atlético Chalaco | 2-1       | Alianza Lima     |
| 1931   | Alianza Lima     | 5-1       | Atlético Chalaco |
| 1937   | Alianza Lima     | 4-0       | Atlético Chalaco |
| 1938   | Atlético Chalaco | 1-1       | Alianza Lima     |
| 1940   | Alianza Lima     | 1-1       | Atlético Chalaco |
| 1940   | Atlético Chalaco | 2-1       | Alianza Lima     |
| 1941   | Alianza Lima     | 0-1       | Atlético Chalaco |
| 1941   | Atlético Chalaco | 0-2       | Alianza Lima     |
| 1942   | Alianza Lima     | 3-0       | Atlético Chalaco |
| 1943   | Atlético Chalaco | 1-1       | Alianza Lima     |
| 1943   | Atlético Chalaco | 0-1       | Alianza Lima     |
| 1944   | Alianza Lima     | 3-2       | Atlético Chalaco |
| 1944   | Atlético Chalaco | 1-1       | Alianza Lima     |
| 1945   | Alianza Lima     | 3-1       | Atlético Chalaco |
| 1945   | Atlético Chalaco | 1-2       | Alianza Lima     |
| 1946   | Alianza Lima     | 1-2       | Atlético Chalaco |
| 1946   | Atlético Chalaco | 2-2       | Alianza Lima     |
| 1946   | Atlético Chalaco | 0-2       | Alianza Lima     |
| 1947   | Alianza Lima     | 3-5       | Atlético Chalaco |
| 1947   | Atlético Chalaco | 2-0       | Alianza Lima     |
| 1947   | Atlético Chalaco | 2-1       | Alianza Lima     |
| 1948   | Alianza Lima     | 3-2       | Atlético Chalaco |
| 1948   | Alianza Lima     | 5-3       | Atlético Chalaco |
| 1948   | Atlético Chalaco | 3-2       | Alianza Lima     |
| 1949   | Alianza Lima     | 5-3       | Atlético Chalaco |
| 1949   | Atlético Chalaco | 1-1       | Alianza Lima     |
| 1949   | Atlético Chalaco | 2-3       | Alianza Lima     |
| 1950   | Alianza Lima     | 5-3       | Atlético Chalaco |
| 1950   | Atlético Chalaco | 1-0       | Alianza Lima     |
| 1951   | Alianza Lima     | 2-1       | Atlético Chalaco |
| 1951   | Atlético Chalaco | 4-2       | Alianza Lima     |
| 1952   | Atlético Chalaco | 1-3       | Alianza Lima     |
| 1952   | Alianza Lima     | 3-0       | Atlético Chalaco |
| 1953   | Alianza Lima     | 5-1       | Atlético Chalaco |
| 1953   | Atlético Chalaco | 1-1       | Alianza Lima     |
| 1954   | Atlético Chalaco | 1-3       | Alianza Lima     |
| 1954   | Alianza Lima     | 4-2       | Atlético Chalaco |
| 1955   | Alianza Lima     | 5-2       | Atlético Chalaco |
| 1955   | Atlético Chalaco | 1-4       | Alianza Lima     |
| 1956   | Alianza Lima     |           | Atlético Chalaco |
| 1956   | Atlético Chalaco | 2-3       | Alianza Lima     |
| 1957   | Alianza Lima     | 1-5       | Atlético Chalaco |
| 1957   | Atlético Chalaco | 0-1       | Alianza Lima     |
| 1957   | Atlético Chalaco | 1-0       | Alianza Lima     |
| 1958   | Alianza Lima     | 5-0       | Atlético Chalaco |
| 1958   | Atlético Chalaco | 0-0       | Alianza Lima     |
| 1959   | Alianza Lima     |           | Atlético Chalaco |
| 1959   | Atlético Chalaco | 2-1       | Alianza Lima     |
| 1959   | Atlético Chalaco | 0-1       | Alianza Lima     |
| 1960   | Alianza Lima     | 1-1       | Atlético Chalaco |
| 1960   | Atlético Chalaco | 3-0       | Alianza Lima     |
| 1961   | Atlético Chalaco | 2-3       | Alianza Lima     |
| 1961   | Alianza Lima     | 0-1       | Atlético Chalaco |
| 1962   | Atlético Chalaco | 0-9       | Alianza Lima     |
| 1962   | Alianza Lima     | 2-1       | Atlético Chalaco |
| 1973   | Alianza Lima     | 0-0       | Atlético Chalaco |
| 1973   | Atlético Chalaco | 1-3       | Alianza Lima     |
| 1974   | Atlético Chalaco | 2-4       | Alianza Lima     |
| 1974   | Alianza Lima     | 3-1       | Atlético Chalaco |
| 1975   | Alianza Lima     | 1-1       | Atlético Chalaco |
| 1975   | Atlético Chalaco | 0-1       | Alianza Lima     |
| 1976   | Alianza Lima     | 4-0       | Atlético Chalaco |
| 1976   | Atlético Chalaco | 0-4       | Alianza Lima     |
| 1977   | Atlético Chalaco | 3-3       | Alianza Lima     |
| 1977   | Alianza Lima     | 0-0       | Atlético Chalaco |
| 1978   | Atlético Chalaco | 0-3       | Alianza Lima     |
| 1978   | Alianza Lima     | 4-1       | Atlético Chalaco |
| 1978   | Atlético Chalaco | 1-0       | Alianza Lima     |
| 1978   | Alianza Lima     | 2-0       | Atlético Chalaco |
| 1979   | Alianza Lima     | 1-0       | Atlético Chalaco |
| 1979   | Atlético Chalaco | 1-0       | Alianza Lima     |
| 1979   | Atlético Chalaco | 0-0       | Alianza Lima     |
| 1979   | Alianza Lima     | 1-0       | Atlético Chalaco |
| 1980   | Atlético Chalaco | 0-0       | Alianza Lima     |
| 1980   | Alianza Lima     | 1-0       | Atlético Chalaco |
| 1981   | Alianza Lima     | 1-0       | Atlético Chalaco |
| 1981   | Atlético Chalaco | 0-1       | Alianza Lima     |
| 1981   | Alianza Lima     | 2-1       | Atlético Chalaco |
| 1981   | Atlético Chalaco | 2-2       | Alianza Lima     |
| 1982   | Alianza Lima     | 0-1       | Atlético Chalaco |
| 1982   | Atlético Chalaco | 0-2       | Alianza Lima     |
| 1982   | Alianza Lima     | 2-0       | Atlético Chalaco |
| 1982   | Atlético Chalaco | 2-1       | Alianza Lima     |
| 1983   | Alianza Lima     | 0-0       | Atlético Chalaco |
| 1983   | Atlético Chalaco | 0-0       | Alianza Lima     |
| 1984   | Alianza Lima     | 3-1       | Atlético Chalaco |
| 1984   | Atlético Chalaco | 0-3       | Alianza Lima     |
| 1985   | Atlético Chalaco | 1-2       | Alianza Lima     |
| 1985   | Alianza Lima     | 3-0       | Atlético Chalaco |